# 萬花嬉春
《萬花嬉春》（英語：Singin' in the Rain）是美國彩色電影，于1952年3月27日在美國上映。它不仅是一部不朽的音乐歌舞片杰作，同时也是一部展现好莱坞影坛从无声时代过渡到有声王朝的电影史喜剧。
虽然此片在当年的奥斯卡中仅获得两项提名，但丝毫不减它在影坛与影迷中的地位，尤其是金·凯利在雨中独唱独舞早已成为经典中的经典，此后的好莱坞歌舞片无一能够超越这部影音交融、如诗如画的雨中曲。
在AFI百年百大歌舞电影中名列第一，被公认为史上最伟大歌舞片之一。

## 剧情
故事发生于1927年的好莱坞。唐和琳娜是米高梅电影公司的一对银幕情侣和巨星，不过因琳娜为人傲慢，所以她并不受唐的喜欢。
一天晚上，唐在参加完自己和琳娜主演的新片的首映式后，偶然遇到了女青年凯西。凯西对唐的影片都嗤之以鼻，而唐却对娇小聪慧的凯西萌生了爱意。
当时，好莱坞正为即将到来的有声电影进行着各种尝试。米高梅也准备把唐和莱蒙主演的影片《决斗骑士》拍成有声片。不过有声技术的不成熟让本片在首映时遭遇恶评。还好影片离公映还有六个星期，为了挽回局面，歌舞演员出身的凯西提议将本片改拍成歌舞片，获得了大家的同意。不会唱歌跳舞的琳娜只好由凯西配音替代。
片名改为《歌舞骑士》后，里面增加了许多舞蹈场面，公映后获得热烈成功。当琳娜向观众致词感谢时，观众发现她的声音和影片中的不同。于是观众就要求她唱一首影片中的歌曲。唐要求凯西在幕后唱，琳娜在幕前對嘴。“雨中曲”优美的旋律回荡在大厅，此时，唐等三人拉开帷幕，观众才发现原来琳娜是在對嘴，而凯西才是真正的明星。琳娜羞愧地离开了。最终唐和凯西幸福地拥抱在一起。

## 角色
- 金·凯利（Gene Kelly）- 唐/Don Lockwood，著名男影星
- 唐納德·奧康納 - Cosmo Brown
- 黛比·雷諾（Debbie Reynolds） - 凯西/Kathy Selden，舞台剧演员，莱蒙的配音员，唐爱慕的对象
- Jean Hagen - 琳娜/Lina Lamont，著名女影星，嗓子不好且为人傲慢
- Millard Mitchell - R.F. Simpson

## 歌曲
- Fit as a Fiddle (And Ready for Love)
- All I Do Is Dream of You
- Singin' in the Rain
- Make 'Em Laugh
- Beautiful Girl Montage
- Beautiful Girl
- You Were Meant for Me
- You Are My Lucky Star
- Moses Supposes
- Good Morning
- Would You?
- Broadway Melody Ballet

## 奖项与荣誉
- 奥斯卡提名：最佳女配角提名（Jean Hagen），最佳配乐提名
- 1989年，本片被美国国家电影登记部收藏于国会图书馆
- AFI百年百大电影-10位
- AFI百年百大歌舞电影-第一
- AFI百年百大电影 (十周年版)-5位
- AFI百年百大喜剧片-16位
- AFI百年百大爱情电影-16位
- AFI百年百大电影歌曲
  - Singin' in the Rain - 第3位
  - Make 'em Laugh - 49位
  - Good Morning - 72位

## 参見
- 踢踏舞
- 歌舞片